# Fifth Third Bank Tennis Championships 1998
Il Fifth Third Bank Tennis Championships 1998 è stato un torneo di tennis facente parte della categoria ATP Challenger Series nell'ambito dell'ATP Challenger Series 1998. Il torneo si è giocato a Lexington negli Stati Uniti dal 3 al 9 agosto 1998 su campi in cemento.

## Vincitori

### Singolare
Paul Goldstein ha battuto in finale  Hyung-Taik Lee con il punteggio di 6–1, 6–4.

### Doppio
Ben Ellwood /  Lleyton Hewitt hanno battuto in finale  Paul Goldstein /  Jim Thomas con il punteggio di 5–7, 6–3, 6–2